# Ormosia takeuchii
Ormosia takeuchii är en tvåvingeart som beskrevs av Alexander 1921. Ormosia takeuchii ingår i släktet Ormosia och familjen småharkrankar. Inga underarter finns listade i Catalogue of Life.